# Oost-Timor op de Olympische Zomerspelen 2016
Oost-Timor nam deel aan de Olympische Zomerspelen 2016 in Rio de Janeiro, Brazilië. De olympische ploeg bestond uit drie atleten, actief in twee sporten. Voor het eerst in de olympische geschiedenis van het land werd deelgenomen aan een andere sport dan atletiek.

## Deelnemers en resultaten
(m) = mannen, (v) = vrouwen 

### Atletiek
| Olympiër                | Discipline | Resultaat | Prestatie                |
| ----------------------- | ---------- | --------- | ------------------------ |
| Augusto Ramos Soares VS | 1500m (m)  | 40e       | serie 2: 2de in 4.11,35  |
|                         |            |           |                          |
| Nelia Martins           | 1500m (v)  | 41e       | serie 3: 13de in 5.00,53 |

### Wielersport
| Olympiër             | Discipline       | Resultaat | Prestatie |
| -------------------- | ---------------- | --------- | --------- |
| Francelina Cabral VO | mountainbike (v) | 28e       | LAP       |